# Acronicta confluens
Acronicta confluens là một loài bướm đêm trong họ Noctuidae.